# Bartolomeo Platina

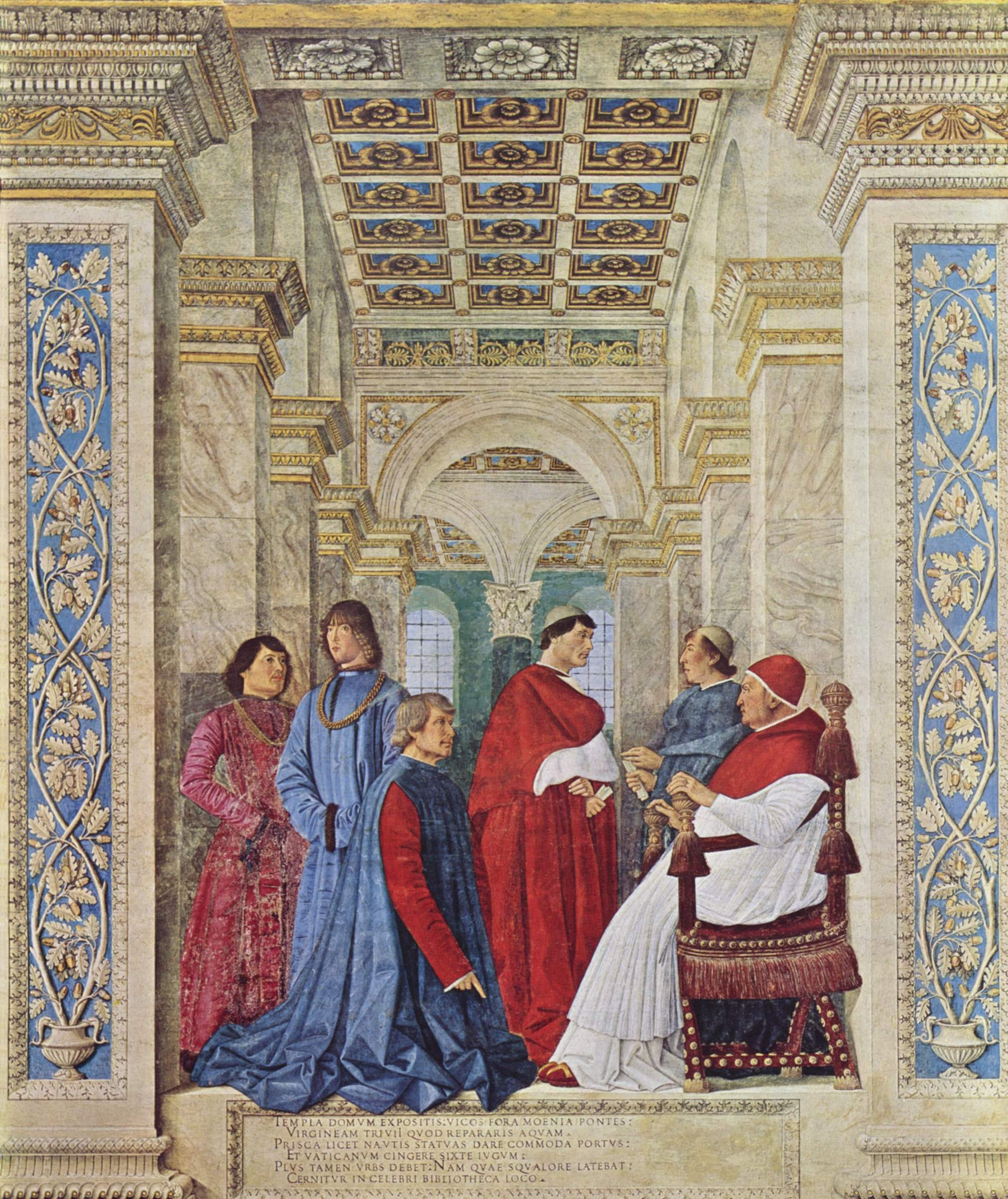
Sykstus IV mianuje Bartolomea Platinę prefektem Biblioteki Watykańskiej, fresk Melozzo da Forliego, ok. 1477

Bartolomeo Platina, właśc. Bartolomeo Sacchi (ur. 1421 w Piadenie, zm. 1481) – włoski żołnierz, pisarz i bibliotekarz Biblioteki Watykańskiej. 
Do 1456 Bartolomeo zdobył doświadczenie żołnierskie, które pozwoliło mu zostać nauczycielem synów władcy Mantui, Ludwika II Gonzagi. W 1457 przybył do Florencji, gdzie pobierał nauki u bizantyjskiego filozofa Jana Argyropulosa. W 1462 przeprowadził się do Rzymu, najprawdopodobniej razem z dworem kardynała Francesca Gonzagi. W maju 1464 został wybrany przez papieża Piusa II do kolegium abrewiatorów (odwołany później przez papieża Pawła II). Między 1469 a 1479 napisał Vitae Pontificum, pierwsze dzieło systematyzujące historię papiestwa. Po 1474 został mianowany przez papieża Sykstusa IV bibliotekarzem Biblioteki Watykańskiej. W 1481 sporządził pierwszy pełny spis zbiorów biblioteki – zawierał on wówczas 3500 woluminów (największy zbiór w ówczesnej Europie). 
Bartolomeo Platina jest także autorem traktatu De honesta voluptate et valetudine, będącego pierwszą wydrukowaną książką kucharską. Dzieło to ukazało się w Rzymie ok. 1470 roku, a następnie w Wenecji w 1475 roku. Zawarte w nim przepisy kulinarne są autorstwa Martina da Como, kuchmistrza na dworze weneckiego kardynała Ludovica Trevisana.